# Godert Jacob Karel van Lynden

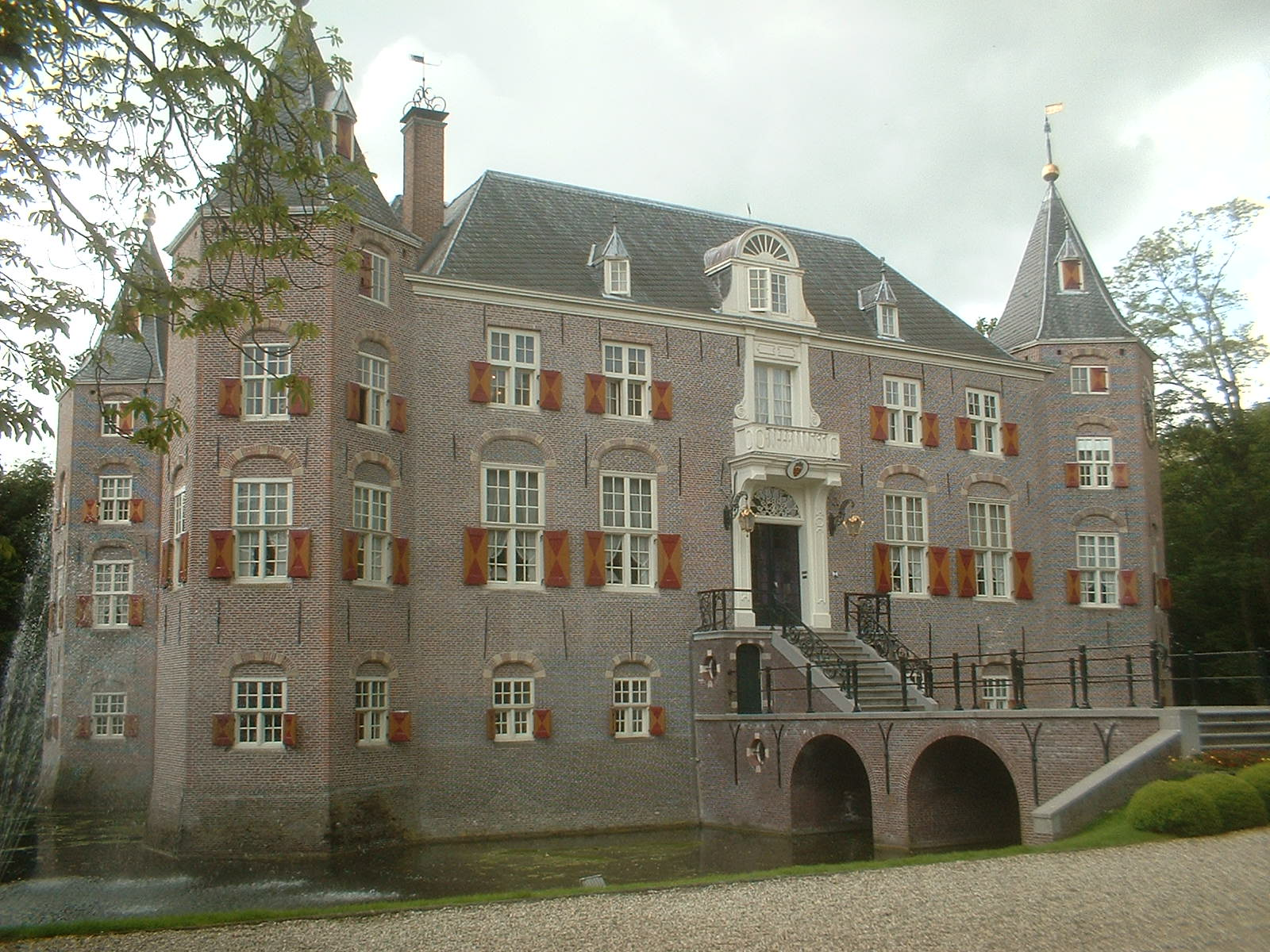
Kasteel Nederhorst, Nederhorst den Berg

Godert Jacob Karel baron van Lynden, heer van Horstwaerde en Riethoeven ('s-Gravenhage, 23 augustus 1886 - Wiesbaden, 15 juni 1964) was een Nederlands burgemeester. Hij was in 1936 de oprichter van de nationaalsocialistisch gezinde 'Orde der Getrouwe Getuigen van den komenden Christus' en gold als een trouw aanhanger en adviseur van Anton Mussert.

## Biografie
Van Lynden was een zoon van de Utrechtse burgemeester mr. dr. Alexander Frederik baron van Lynden (1856-1931) en jkvr. Constantia Maria van Weede (1861-1932). Hij trouwde drie maal: eerst in 1909 met jkvr. Cornelie Wilhelmine Cecile Repelaer (1886-1921), daarna in 1922 met de Duitse Wilhelmina Elfriede Beinhauer (1894-1957), en tot slot in 1959 met een zus van zijn tweede echtgenote: Laura Adele Beinhauer (1890-1979). Uit het eerste huwelijk werden vijf kinderen geboren, onder wie burgemeester mr. Godert Alexander Frederik baron van Lynden (1910-2002). Alle kinderen werden geboren op kasteel Nederhorst.
Hij werd al vroeg lid van de NSB en kreeg stamboeknummer 6.891. Van Lynden was de tweede NSB-burgemeester van Baarn, een ambt dat hij in de zomer van 1944 korte tijd bekleedde. Hij volgde NSB-burgemeester Hendrik Froonhof op. Wegens weinig heldhaftig gedrag op Dolle Dinsdag werd hij in oktober 1944 als lid van de NSB geschorst en daarna ontslagen. Na de bevrijding werd hij in staat van beschuldiging gesteld en gevangen gezet te Nieuwersluis.